# Zeugophora neomexicana
Zeugophora neomexicana är en skalbaggsart som beskrevs av Schaeffer 1919. Zeugophora neomexicana ingår i släktet Zeugophora och familjen Megalopodidae. Inga underarter finns listade i Catalogue of Life.